# Domairac (Agenès)
Domairac ·  ·  · , (en francès Dolmayrac) és un municipi francès situat al departament d'Òlt i Garona i a la regió de la Nova Aquitània.

## Demografia
| 1962                                       | 1968 | 1975 | 1982 | 1990 | 1999 | 2006 |
| ------------------------------------------ | ---- | ---- | ---- | ---- | ---- | ---- |
| 471                                        | 487  | 530  | 567  | 550  | 525  | 540  |
| Des de 1962: població sense dobles comptes |      |      |      |      |      |      |

## Administració
| Període   | Identitat              | Partit |
| --------- | ---------------------- | ------ |
| 2001-2009 | Philippe Bertrand      |        |
| 2009-     | Michel Van Bosstraeten |        |